# Yama-uba

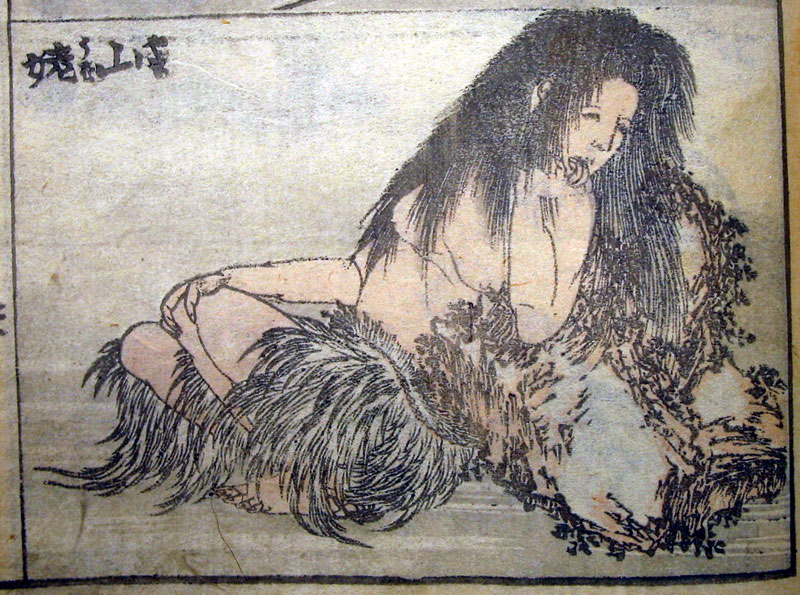
Yama-uba.

Yama-uba (山姥, Yamauba: abuela de las montañas, en japonés) es un espíritu de la mitología japonesa. También se la suele llamar Yamamba. A veces se la confunde con Yuki-onna (la mujer de las nieves), pero son totalmente distintas.

## Orígenes
Algunos eruditos ponen el origen de Yama-uba en historias sobre las épocas en que las hambrunas hacían que los aldeanos japoneses abandonaran a sus ancianos en los bosques, debido a la carencia de alimento, práctica denominada ubasute.
En este tiempo, una aldea llamada Sabane construyó el puente de Nenbutsu Toge alrededor de una cueva que fue pensada para contener a la bruja. Ella es el tema de varias obras de Noh (una especie de teatro musical tradicional), incluyendo uno llamado simplemente Yamanba. 
La leyenda de Yama-uba todavía está muy viva en Japón. Una última moda llamada Yamanba de los años 1990 tomó su nombre de Yama-uba.

## Apariencia

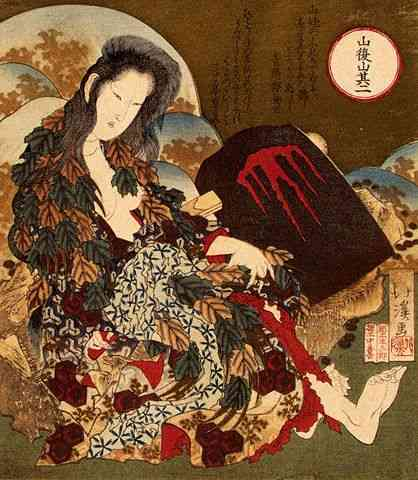
Yama-uba.

Yama-uba aparenta una vieja mujer, generalmente horrible. Su pelo es largo y descuidado, blanco y dorado, y su kimono (generalmente rojo) es sucio y andrajoso. 
Se dice que, a veces, su boca cubre la anchura entera de su cara (similar a la Kuchisake-onna), y algunas pinturas le dan una segunda boca en la coronilla, oculta por el cabello. Ella puede cambiar de aspecto, y utiliza esta táctica para lograr el éxito en la captura de víctimas.

## Comportamiento

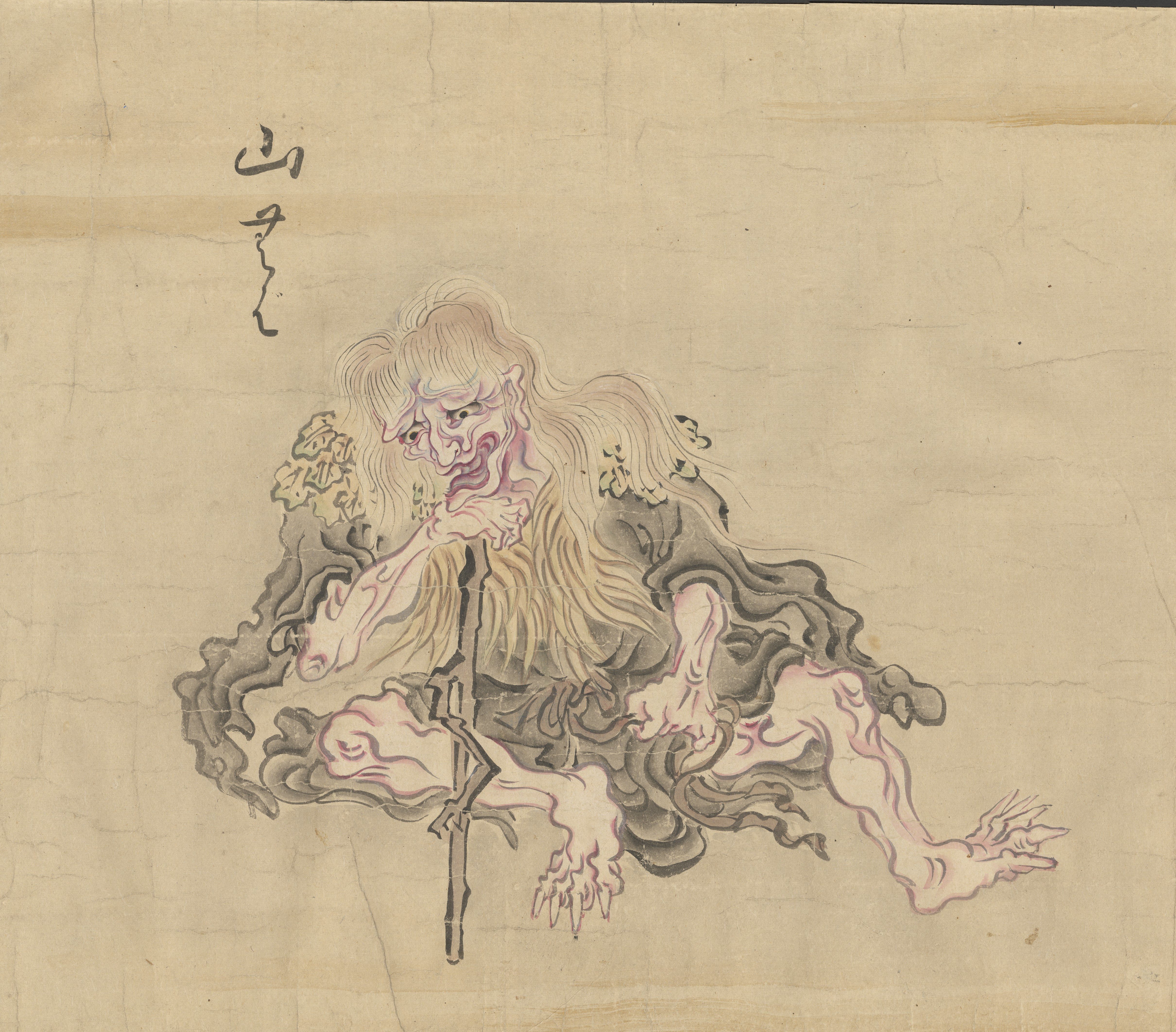
Una Yamamba 山姥（やまんば) de Bakemono no e (化物之繪, en 1700)

Yama-uba habita los bosques profundos de las montañas de Japón, incluyendo Sabana donde suponen que una vez vivió en la base del Monte Nabekura, en la región de Tōhoku y las montañas de Ashigara. La mayoría de las historias dicen que ella vive en una choza y posee tendencias caníbales. Yama-uba caza a los viajeros que se pierden en sus bosques. Sus tácticas exactas varían de historia a historia.
A veces, cambia su aspecto al de una mujer hermosa o a la persona amada de alguna de sus víctimas o mantiene su forma real y se hace pasar por una anciana desamparada. También puede ofrecer ayuda al viajero perdido y después conducirlo a un área peligrosa de la montaña adonde cae a su muerte. Alternativamente, puede ofrecer alojar a la víctima en su choza. Una vez ganada su confianza los atrapa y se los come. Es capaz de animar su cabello o convertirlo en serpientes, las cuales toman a la víctima y la levantan por encima de su cabeza. Yama-uba es experta en los artes de la brujería, de las pociones, y de los venenos y negocia a veces este conocimiento con los seres humanos si le traen de comer una víctima sustituta o satisfacer un cierto negocio semejantemente travieso.
A pesar de su naturaleza rapaz, Yama-uba tiene un lado benévolo. Por ejemplo, ella crio al héroe huérfano Kintaro, quien se convertiría en el fuerte guerrero Sakata No Kintoki. Esta relación es la base para el drama Yama-uba del teatro nō, donde Yama-uba se retrata como una madre cariñosa, influenciando más en cuentos modernos. Algunos incluso le hacen una representación amorosa. Otros historiadores dicen que ella es solo un alma solitaria que se halla en armonía con la naturaleza.